# Годдард, Ричард
Ричард Энтони Годдард (англ. Richard Anthony Goddard; 30 января 1978, Скарборо, Тринидад и Тобаго) — тринидадский футболист, вратарь.

## Карьера
Воспитанник американского Робертс Уэслианского колледжа. С 2001 года (с перерывом на один сезон) выступал за ряд команд Канадской профессиональной лиги. Провел десять матчей за сборную Тринидада и Тобаго. После завершения карьеры работал тренером вратарей в юниорских и университетских командах Канады и Тринидада и Тобаго. С 2008 года работает с юниорками «Ванкувер Уайткэпс» не старше 16 лет.

## Достижения
- Победитель регулярного чемпионата Канадской футбольной лиги (1): 2001.
- Обладатель Открытого Кубка Канады (1): 2001.
- Финалист Открытого Кубка Канады (1): 2006.

## Семья
Годдард является шурином бывшего футболиста сборной Тринидада и Тобаго Венделла Мура (род. 1964) и дядей игрока сборной США Шакелла Мура (род. 1996).